# Stichting Duinbehoud

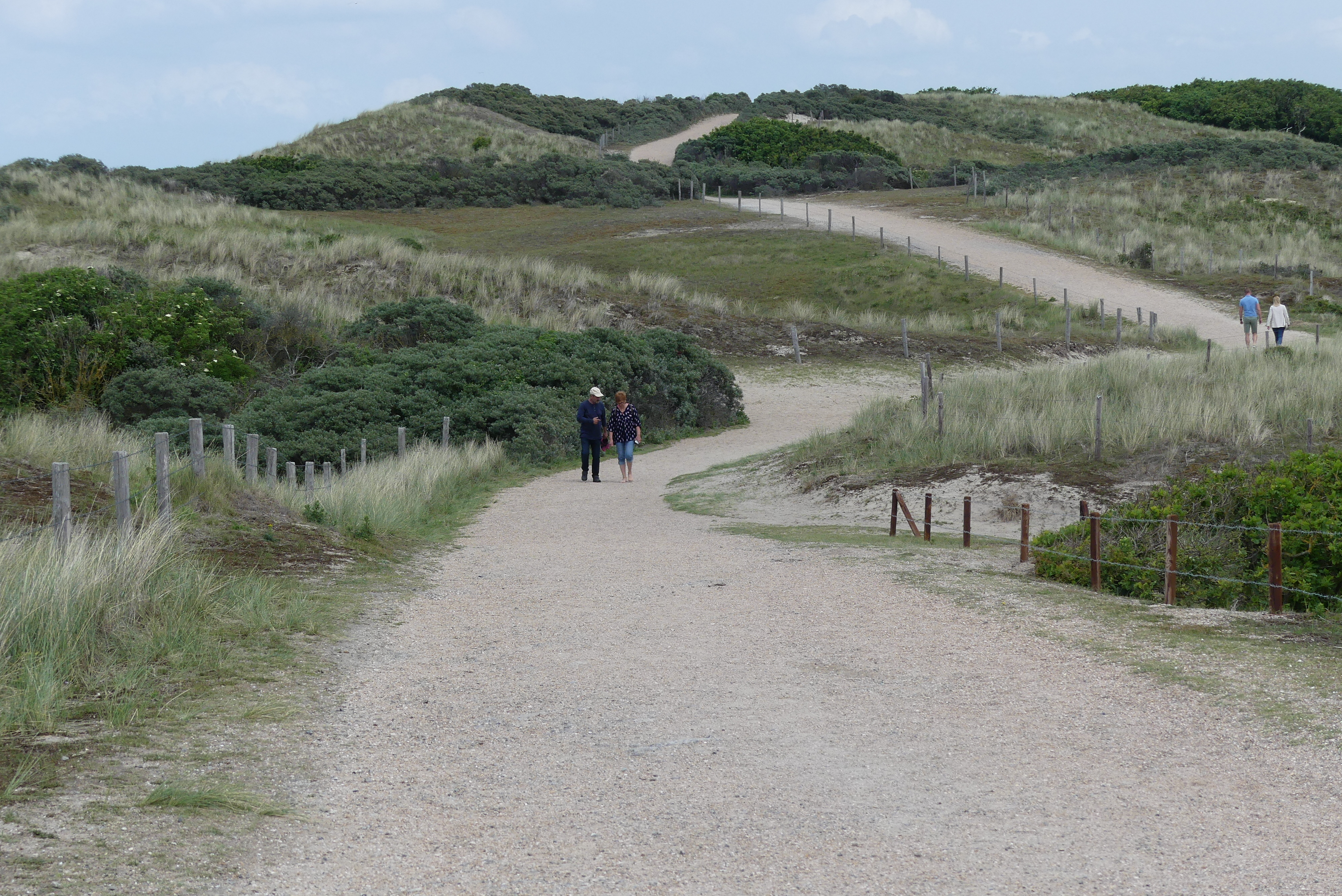
Duinen bij Domburg

De Stichting Duinbehoud is een onafhankelijke Nederlandse natuurbeschermingsorganisatie die zich inzet voor het behoud van de natuur in de Nederlandse duinen, en voor herstel van wat verloren is gegaan. De stichting probeert alternatieven aan te dragen voor geplande ingrepen in het duinmilieu.
De organisatie zet zich in voor bescherming en herstel van de natuur in de Nederlandse duinen. Ze komt op voor de belangen van de natuur en voor de belangen van mensen die in de duinen van de natuur willen genieten. Om dat te bereiken stimuleert Duinbehoud een goed natuurbeheer en steunt zij vormen van duurzaam gebruik van de duinen. Duinbehoud geeft sinds 1978 het tijdschrift 'Duin' uit.

## Geschiedenis
Studenten en medewerkers van de Universiteit Leiden richtten in 1975 de 'Werkgroep Waterwinning' op, uit bezorgdheid over de plannen om de duinwaterwinning drastisch uit te breiden. Er lagen plannen voor verschillende duingebieden in Zuid-Holland: Monster, Meijendel, Berkheide. In hetzelfde jaar begon 'Werkgroep Berkheide' een onderzoek naar plantengroei en vogelstand in de duinen tussen Katwijk en Wassenaar. 
De twee werkgroepen richtten in 1977 de 'Stichting Duinbehoud en Waterwinning' op. De naam is later gewijzigd in 'Stichting Duinbehoud'. In de loop der jaren sloten zich bij de stichting nog drie andere werkgroepen aan: de werkgroep 'Duin en Kust' (Den Helder – IJmuiden), de werkgroep 'Duinbehoud Zuid-Kennemerland' en de 'Stichting Natuur en Landschap Voorne-Putten'.

## Consulenten
Duinbehoud streeft ernaar in elke plaats aan de Nederlandse kust een duinconsulent te hebben. Deze houdt de ontwikkelingen in het gebied bij. De consulenten staan in nauw contact met het kantoor van de stichting in Leiden. Als zich in een bepaald gebied een ontwikkeling voordoet die aandacht vereist, wordt in overleg tussen de medewerkers van het kantoor en de consulent gezocht naar oplossingen of wordt besproken op welke wijze een bepaalde ontwikkeling kan worden tegengegaan of juist gestimuleerd.

## TijdschriftDuin
Sinds 1978 geeft de Stichting Duinbehoud een eigen tijdschrift uit: Duin. Aanvankelijk als "contactblad van de Stichting Duinbehoud en Waterwinning," later als "Magazine van de Stichting Duinbehoud. Toen Duin in 1978 voor het eerst als kwartaalblad verscheen was de doelstelling uitdrukkelijk om verbindingen te leggen tussen al degenen, die zich bezig hielden met natuurbehoud in de duinen, om op die manier tot een betere coördinatie van standpunten inzake met name waterwinning en recreatie te komen.